# Ronayne Marsh-Brown
Ronayne Benjamin Marsh-Brown (Chiswick, 13 novembre 1984) è un ex calciatore guyanese, di ruolo difensore.

## Caratteristiche tecniche
Era un terzino sinistro.

## Carriera

### Club
Ha giocato 2 partite nella quarta divisione inglese con il Template:Calcio Macclesfield e 3 partite nella quinta divisione inglese con il Crawley Town, trascorrendo invece tutto il resto della carriera nelle serie minori inglesi, con vari club militanti tra la sesta e la decima divisione.

### Nazionale
Nel 2019 viene convocato con la nazionale guyanese per la Gold Cup.

## Palmarès

### Club

#### Competizioni regionali
- Middlesex Senior Challenge Cup: 1

Staines Town: 2009-2010